# Puertomarín
Puertomarín (galicisk: Portomarín) er en by og kommune i det nordvestlige Spanien i provinsen Lugo. Den har et indbyggertal på 1.286 (2024) indbyggere.